# George Baysah
George Baysah (1º marzo 1986) è un ex calciatore liberiano, di ruolo difensore.